# Погореловка (Белгородская область)
Погореловка — село в Корочанском районе Белгородской области, административный центр Погореловского сельского поселения.

## История
Погореловка была образована около 1654 года. До Октябрьской революции 1917 года село Погореловка называлось слободой, здесь было волостное правление, и устраивалась ежегодно конная Троицкая ярмарка (название ярмарки по церковному престольному празднику). С 1907 года по 1914 год Троицкая ярмарка была недельной. Одна из самых крупных в Курской губернии по торговле лошадьми. После 1-й Мировой войны её значение стало падать, с 1926 года ярмарка была закрыта. Основой экономики было сельское хозяйство (хлебопашество, садоводство, огородничество, скотоводство, птицеводство, пчеловодство).
С 1839 года в слободе действовала школа. Новое кирпичное здание, под железной крышей, было построено в 1884 году.
После 1917 года Погореловка входила в состав Корочанского уезда Курской губернии и была центром Погореловской волости. Волость в 1918 году была переименована в Пригородную и стала именоваться Волостным комитетом советских депутатов, а с 1924 года по новому территориальному делению вошла в Корочанскую волость.
В 1932 году. Погореловка была центром сельсовета, в который входили  село Подкопаевка (1463 жит.) и хутор Погорелый (377 жит.).
Во время Великой Отечественной войны село в период с 1 июля 1942 года по 7 февраля 1943 года было оккупировано немцами. Из 850 погореловцев, ушедших на фронт, погибли и пропали без вести 578 человек. В центре села Погореловка в братской могиле захоронены 17 воинов Советской армии, погибших при освобождении села от немецко-фашистских захватчиков.
В 1950 году шесть мелких хозяйств объединились в два крупных колхоза – «Красная звезда» и «Красная волна».
В 1967 году в центре села, в честь юбилея советской власти, разбит сквер, названный именем космонавта В. Комарова.
В 1976 году коллективу Корочанского совхоза-техникума было вручено переходящее Красное знамя ЦК КПСС, Совета Министров СССР, ВЦСПС и ЦК ВЛКСМ, за достижение наивысших результатов во Всесоюзном социалистическом соревновании, за успешное завершение девятой пятилетки.

## Население
По переписи населения 1885 года в слободе Погореловка с хуторами проживало 3313 человек. В 1979 году в Погореловке было 1656 жителей, в 1989 году — 1837 человек (826 муж. и 1011 жен.). В 1997 году в Погореловке насчитывалось 736 личных хозяйств, 2113 жителей.
| 2002 | 2010  |
| ---- | ----- |
| 2173 | ↗2218 |

## Известные уроженцы
- Чернухин, Иван Фомич (1913—1984) — Герой Советского Союза (1945)